# Hannerup Sogn
Hannerup Sogn er et sogn i Fredericia Provsti (Haderslev Stift).
Da Hannerup Kirke blev indviet i 1974, blev Hannerup Sogn udskilt fra Sankt Michaelis Sogn, som havde hørt til Fredericia købstad, der ved kommunalreformen i 1970 var indgået i Fredericia Kommune.
I sognet findes følgende autoriserede stednavne:
- Hannerup (areal, bebyggelse)
- Stovstrup (bebyggelse, ejerlav)